# Ciarán Hinds
Ciarán Hinds (IPA: [ˈkɪərɔːn ˈhaɪndz]; Belfast, 9 febbraio 1953) è un attore nordirlandese, candidato all'Oscar nel 2022 come miglior attore non protagonista.
Conosciuto soprattutto per aver interpretato Gaio Giulio Cesare nella Serie TV Roma (2005-2007), il dottor Jonathan Reiss nel film Lara Croft: Tomb Raider - La culla della vita (2003), Carl in Munich (2005), Mephisto in Ghost Rider - Spirito di vendetta (2011), Aberforth Silente in Harry Potter e i Doni della Morte - Parte 2 (2011) e Steppenwolf in Justice League (2017).

## Biografia
Nato a Belfast, ultimo dei cinque figli (ha quattro sorelle) di un medico e di un'attrice teatrale, invece di seguire le orme paterne decide di diventare attore come la madre. Dopo aver studiato al St. Malachy's College, frequenta la Queen's University, da dove viene però espulso. In seguito completa la sua formazione alla Royal Academy of Dramatic Art. Terminati gli studi inizia a calcare i palcoscenici teatrali con diverse compagnie, fino ad ottenere una certa popolarità con il Riccardo III portato in scena dalla Royal Shakespeare Company con la regia di Sam Mendes. Continua a lavorare in teatro fino al suo debutto cinematografico nel 1981 in Excalibur.
Otto anni dopo torna al cinema ne Il cuoco, il ladro, sua moglie e l'amante di Peter Greenaway. Intanto continua a recitare in teatro in produzioni statunitensi e britanniche come Closer. Negli anni seguenti torna al cinema lavorando in film come Amiche, Mary Reilly, Oscar e Lucinda. Nel 1999 recita per i registi italiani Giacomo Campiotti, ne Il tempo dell'amore, e Roberto Faenza in L'amante perduto. Dopo aver preso parte a Il mistero dell'acqua di Kathryn Bigelow, nel quale impersona il villico Louis Wagner, lavora a Hollywood in film come Al vertice della tensione ed Era mio padre.
Nel 2003 interpreta il malvagio dottor Jonathan Reiss nel film Lara Croft: Tomb Raider - La culla della vita. Partecipa a produzioni britanniche come Veronica Guerin - Il prezzo del coraggio e Calendar Girls. Recita nel film di Joel Schumacher Il fantasma dell'Opera e in seguito ottiene una parte nel film di Steven Spielberg Munich e in Miami Vice di Michael Mann. Interpreta due ruoli storici, Erode in Nativity e Giulio Cesare nella serie televisiva Roma. 
Nel 2007 ottiene una parte ne Il petroliere di Paul Thomas Anderson, mentre nel 2010 recita nel film Il debito. Nel 2011 interpreta il ruolo di Aberforth Silente, fratello del preside di Hogwarts Albus Silente, nell'ultimo capitolo della saga fantasy Harry Potter, Harry Potter e i Doni della Morte - Parte 2, diretto da David Yates. Nel 2012 ottiene il ruolo di Mance Rayder nella terza stagione della serie televisiva Il Trono di Spade. Nello stesso anno interpreta il villain Roarke, alias Mefisto, nel film Ghost Rider - Spirito di vendetta. Prende parte nel 2016 a fianco di Benedict Cumberbatch nel rifacimento dell'Amleto di Shakespeare per la Royal Shakespeare Company, nel ruolo del re Claudio ed interpreta padre Alessandro Valignano nel film Silence di Martin Scorsese. Nel 2017 interpreta il villain Steppenwolf nel film Justice League tramite la tecnologia della performance capture. Nel 2021 viene diretto da Kenneth Branagh in Belfast, per cui ottiene la sua prima candidatura al premio Oscar al miglior attore non protagonista.

### Vita privata
Hinds vive a Parigi con la compagna Hélène Patarot. I due si sono conosciuti nel 1987 sul set di The Mahabharata di Peter Brook; hanno una figlia, Aoife, nata nel 1991. Ciaràn Hinds è portavoce dell'istituzione caritatevole YouthAction Northern Ireland, in special modo segue la YouthAction's Rainbow Factory School of Performing, che si occupa di numerosi progetti d'arte per i giovani.

## Filmografia

### Attore

#### Cinema
- Excalibur, regia di John Boorman (1981)
- Il cuoco, il ladro, sua moglie e l'amante (The Cook the Thief His Wife & Her Lover), regia di Peter Greenaway (1989)
- December Bride, regia di Thaddeus O'Sullivan (1991)
- Amiche (Circle of Friends), regia di Pat O'Connor (1995)
- Persuasione (Persuasion), regia di Roger Michell (1995)
- Mary Reilly, regia di Stephen Frears (1996)
- Una scelta d'amore (Some Mother's Son), regia di Terry George (1996)
- The Life of Stuff, regia di Simon Donald (1997)
- Oscar e Lucinda (Oscar and Lucinda), regia di Gillian Armstrong (1997)
- Titanic Town, regia di Roger Michell (1998)
- Il figlio perduto (The Lost Son), regia di Chris Menges (1999)
- Il tempo dell'amore, regia di Giacomo Campiotti (1999)
- L'amante perduto, regia di Roberto Faenza (1999)
- Il mistero dell'acqua (The Weight of Water), regia di Kathryn Bigelow (2000)
- Al vertice della tensione (The Sum of All Fears), regia di Phil Alden Robinson (2002)
- Era mio padre (Road to Perdition), regia di Sam Mendes (2002)
- Veronica Guerin - Il prezzo del coraggio (Veronica Guerin), regia di Joel Schumacher (2003)
- Lara Croft: Tomb Raider - La culla della vita (Lara Croft: Tomb Raider – The Cradle of Life), regia di Jan de Bont (2003)
- Calendar Girls, regia di Nigel Cole (2003)
- The Statement - La sentenza (The Statement), regia di Norman Jewison (2003)
- Mickybo & Me, regia di Terry Loane (2004)
- Il fantasma dell'Opera (The Phantom of the Opera), regia di Joel Schumacher (2004)
- Munich, regia di Steven Spielberg (2005)
- Miami Vice, regia di Michael Mann (2005)
- Amazing Grace, regia di Michael Apted (2006)
- The Tiger's Tail, regia di John Boorman (2006)
- Nativity (The Nativity Story), regia di Catherine Hardwicke (2006)
- Hallam Foe, regia di David Mackenzie (2007)
- Il matrimonio di mia sorella (Margot at the Wedding), regia di Noah Baumbach (2007)
- Il petroliere (There Will Be Blood), regia di Paul Thomas Anderson (2007)
- In Bruges - La coscienza dell'assassino (In Bruges), regia di Martin McDonagh (2008)
- Miss Pettigrew (Miss Pettigrew Lives for a Day), regia di Bharat Nalluri (2008)
- Stop-Loss, regia di Kimberly Peirce (2008)
- Cash - Fate il vostro gioco (Cash), regia di Éric Besnard (2008)
- Corsa a Witch Mountain (Race to Witch Mountain), regia di Andy Fickman (2009)
- The Eclipse, regia di Conor McPherson (2009)
- Perdona e dimentica (Life During Wartime), regia di Todd Solondz (2009)
- Il debito (The Debt), regia di John Madden (2010)
- Salvation Boulevard, regia di George Ratliff (2011)
- Il rito (The Rite), regia di Mikael Håfström (2011)
- Harry Potter e i Doni della Morte - Parte 2 (Harry Potter and the Deathly Hallows - Part 2), regia di David Yates (2011)
- La talpa (Tinker, Tailor, Soldier, Spy), regia di Tomas Alfredson (2011)
- Ghost Rider - Spirito di vendetta (Ghost Rider: Spirit of Vengeance), regia di Mark Neveldine e Brian Taylor (2012)
- The Woman in Black, regia di James Watkins (2012)
- John Carter, regia di Andrew Stanton (2012)
- Closed Circuit, regia di John Crowley (2013)
- McCanick, regia di Josh C. Waller (2013)
- La scomparsa di Eleanor Rigby (The Disappearance of Eleanor Rigby), regia di Ned Benson (2013)
- Hitman: Agent 47, regia di Aleksander Bach (2015)
- Niente cambia, tutto cambia (The Driftless Area), regia di Zachary Sluser (2015)
- Gli ultimi giorni nel deserto (Last Days in the Desert), regia di Rodrigo García (2015)
- Silence, regia di Martin Scorsese (2016)
- Bleed - Più forte del destino (Bleed for This), regia di Ben Younger (2016)
- Woman Walks Ahead, regia di Susanna White (2017)
- Justice League, diretto da Zack Snyder (2017)
- Red Sparrow, regia di Francis Lawrence (2018)
- First Man - Il primo uomo (First Man), regia di Damien Chazelle (2018)
- Elizabeth Harvest, regia di Sebastian Gutierrez (2018)
- Zack Snyder's Justice League, regia di Zack Snyder (2021)
- Belfast, regia di Kenneth Branagh (2021)
- Il prodigio (The Wonder), regia di Sebastián Lelio (2022)
- The Family Plan, regia di Simon Cellan Jones (2023)
- L'ultima vendetta (In the Land of Saints & Sinners), regia di Robert Lorenz (2023)

#### Televisione
- Il Mahabharata (The Mahabharata) – miniserie TV (1989)
- The Investigation: Inside a Terrorist Bombing, regia di Mike Beckham – film TV (1990)
- The Play on One – serie TV, 1 episodio (1990)
- Perfect Scoundrels – serie TV, episodio 3x06 (1992)
- Between the Lines – serie TV, episodio 1x01 (1992)
- Hostages, regia di David Wheatley – film TV (1992)
- The Man Who Cried, regia di Michael Whyte – film TV (1992)
- Soldier Soldier – serie TV, episodio 3x07 (1993)
- Prime Suspect 3, regia di David Drury – film TV (1993)
- A Dark Adapted Eye, regia di Tim Fywell – film TV (1994)
- Le avventure di Sherlock Holmes (The Adventures of Sherlock Holmes) – serie TV, episodio 1x06 (1994)
- Seaforth – serie TV, 6 episodi (1994)
- The Affair, regia di Paul Seed – film TV (1995)
- Cold Lazarus – serie TV, 4 episodi (1996)
- I racconti della cripta (Tales from the Crypt) – serie TV, episodio 7x11 (1996)
- Rules of Engagement, regia di Charles McDougall – film TV (1997)
- Ivanhoe – miniserie TV, 6 puntate (1997)
- Jane Eyre, regia di Robert Young – film TV (1997)
- Getting Hurt, regia di Ben Bolt – film TV (1998)
- Giasone e gli Argonauti (Jason and the Argonauts) – miniserie TV, 2 puntate (2000)
- The Sleeper – miniserie TV, 2 puntate (2000)
- Thursday the 12th, regia di Charles Beeson – film TV (2003)
- The Mayor of Casterbridge – miniserie TV, 2 puntate (2003)
- Roma (Rome) – serie TV, 13 episodi (2005-2007)
- Above Suspicion – serie TV, 11 episodi (2009-2012)
- Political Animals – miniserie TV, 6 puntate (2012)
- Il Trono di Spade (Game of Thrones) – serie TV, 5 episodi (2013-2015)
- Shetland – serie TV, 3 episodi (2014)
- The Terror – serie TV, 3 episodi (2018)
- MotherFatherSon, regia di James Kent e Charles Sturridge – miniserie TV, puntata 5 (2019)
- The English, regia di Hugo Blick – miniserie TV, puntata 1 (2022)
- Treason, regia di Louise Hooper e Sarah O'Gorman – miniserie TV, 5 puntate (2022)
- The Dry – serie TV, 16 episodi (2022-2024)
- Il Signore degli Anelli - Gli Anelli del Potere (The Lord of the Rings: The Rings of Power) – serie TV, 5 episodi (2024)
- The Narrow Road to the Deep North, regia di Justin Kurzel – miniserie TV, 5 puntate (2025)

### Doppiatore
- Le avventure del topino Despereaux (The Tale of Despereaux), regia di Sam Fell e Robert Stevenhagen (2008)
- Frozen - Il regno di ghiaccio (Frozen), regia di Chris Buck e Jennifer Lee (2013)
- Frozen II - Il segreto di Arendelle (Frozen II), regia di Chris Buck e Jennifer Lee (2019)

## Teatro (parziale)
- L'importanza di chiamarsi Ernesto di Oscar Wilde. Citizens Theatre di Glasgow (1976)
- Macbeth di William Shakespeare. Citizens Theatre di Glasgow (1976)
- Le nozze di Figaro di Pierre-Augustin Beaumarchais. Citizens Theatre di Glasgow (1976)
- Equus di Peter Shaffer. Lyric Theatre di Belfast (1977)
- L'opera da tre soldi di Bertolt Brecht e Kurt Weill. Citizens Theatre di Glasgow (1978)
- Trilogia della villeggiatura di Carlo Goldoni. Citizens Theatre di Glasgow (1978)
- Il gabbiano di Anton Čechov. Citizens Theatre di Glasgow (1979)
- Di chi è la mia vita? di Brian Clark. Citizens Theatre di Glasgow (1979)
- Il cerchio di gesso del Caucaso di Bertolt Brecht. Citizens Theatre di Glasgow (1980)
- Bent di Martin Sherman. Project Arts Centre di Dublino (1981)
- Il gabbiano di Anton Čechov. Grand Opera House di Belfast (1981)
- Aspettando Godot di Samuel Beckett. Belltable Arts Centre di Limerick (1982)
- Torquato Tasso di Johann Wolfgang von Goethe. Citizens Theatre di Glasgow (1982)
- Il mercante di Venezia di William Shakespeare. Citizens Theatre di Glasgow (1983)
- Oroonoko di Thomas Southerne. Citizens Theatre di Glasgow (1983)
- Il diavolo bianco di John Webster. Citizens Theatre di Glasgow (1984)
- La via del mondo di William Congreve. Citizens Theatre di Glasgow (1984)
- Il gabbiano di Anton Čechov. Citizens Theatre di Glasgow (1984)
- Maria Stuart di Friedrich Schiller. Citizens Theatre di Glasgow (1985)
- Spirito allegro di Noël Coward. Citizens Theatre di Glasgow (1985)
- L'aratro e le stelle di Sean O'Casey. Citizens Theatre di Glasgow (1985)
- Arsenico e vecchi merletti di Joseph Kesselring. Citizens Theatre di Glasgow (1985)
- Faust di Johann Wolfgang von Goethe. Citizens Theatre di Glasgow (1985)
- Peccato che sia una sgualdrina di John Ford. Druid Theatre di Glasgow (1985)
- L'importanza di chiamarsi Ernesto di Oscar Wilde. Druid Theatre di Glasgow (1985)
- Il Vicario di Rolf Hochhuth. Citizens Theatre di Glasgow (1986)
- La donna del mare di Henrik Ibsen. Citizens Theatre di Glasgow (1988)
- Riccardo III di William Shakespeare. Citizens Theatre di Glasgow (1988)
- Edoardo II di Christopher Marlowe. Swan Theatre di Stratford-upon-Avon (1989)
- Troilo e Cressida di William Shakespeare. Swan Theatre di Stratford-upon-Avon (1990)
- Assassins di Stephen Sondheim e John Weidman. Donmar Warehouse di Londra (1992)
- Riccardo III di William Shakespeare. Swan Theatre di Stratford-upon-Avon (1993)
- Closer di Patrick Marber. National Theatre di Londra (1997), Music Box Theatre di Broadway (1999)
- La gatta sul tetto che scotta di Tennessee Williams. Richard Rodgers Theatre di Broadway (2013)
- Amleto di William Shakespeare. Barbican Centre di Londra (2015)
- Il crogiuolo di Arthur Miller. Walter Kerr Theatre di Broadway (2016)
- Girl from the North Country di Enda Walsh e Bob Dylan. Old Vic e Noël Coward Theatre di Londra (2017)
- Translations di Brian Friel. National Theatre di Londra (2018; 2019)
- Zio Vanja di Anton Čechov. Harold Pinter Theatre di Londra (2020)

## Riconoscimenti
- Premio Oscar
  - 2022 – Candidatura per il miglior attore non protagonista per Belfast
- Golden Globe
  - 2022 – Candidatura per il miglior attore non protagonista per Belfast
- British Academy Film Awards
  - 2022 – Candidatura per il miglior attore non protagonista per Belfast
- British Independent Film Awards
  - 2021 – Candidatura per il miglior attore non protagonista per Belfast
- National Board of Review
  - 2021 – Miglior attore non protagonista per Belfast
- Screen Actors Guild Award
  - 2022 – Candidatura per il miglior cast cinematografico per Belfast

## Doppiatori italiani
Nelle versioni in italiano delle opere in cui ha recitato, Ciarán Hinds è stato doppiato da:
- Stefano De Sando in Una scelta d'amore, Oscar e Lucinda, Roma, Il matrimonio di mia sorella, Perdona e dimentica, Harry Potter e i Doni della Morte - Parte 2, The Woman in Black, La scomparsa di Eleanor Rigby, Shetland, Hitman: Agent 47, Silence, Bleed - Più forte del destino, Red Sparrow, Belfast, The English, Treason, L'ultima vendetta
- Luca Biagini in Calendar Girls, Il petroliere, Corsa a Witch Mountain, Il rito, Ghost Rider - Spirito di vendetta, The Family Plan
- Rodolfo Bianchi in Al vertice della tensione, Cash - Fate il vostro gioco, La talpa, John Carter, MotherFatherSon
- Eugenio Marinelli in Era mio padre, Il fantasma dell'Opera
- Ambrogio Colombo in Veronica Guerin - Il prezzo del coraggio, The Terror
- Massimo Lodolo in Mickybo & Me, Closed Circuit
- Alessandro Rossi in Miami Vice, Stop-Loss
- Antonio Sanna in Miss Pettigrew, Il prodigio
- Mario Cordova in Il debito, Il Trono di Spade
- Francesco Pannofino in Il mistero dell'acqua
- Michele Gammino in Lara Croft: Tomb Raider - La culla della vita
- Andrea Ward in The Statement - La sentenza
- Ennio Coltorti in Munich
- Michele Kalamera in Nativity
- Dario Oppido in Gli ultimi giorni nel deserto
- Paolo Buglioni in First Man - Il primo uomo
- Gerolamo Alchieri ne Il Signore degli Anelli - Gli Anelli del Potere

Da doppiatore è sostituito da:
- Massimo Lopez in Frozen - Il regno di ghiaccio, Frozen II - Il segreto di Arendelle
- Rodolfo Bianchi in Justice League[7], Zack Snyder's Justice League[7]
- Stefano De Sando in Le avventure del topino Despereaux